# شاهزاده‌ای که دزد بود
شاهزاده‌ای که دزد بود (به انگلیسی: The Prince Who Was a Thief) یک فیلم سینمایی آمریکایی محصول سال ۱۹۵۱ در سبک شمشیربه‌دستان به کارگردانی رودولف ماته با بازی تونی کرتیس و پایپر لوری است.

## داستان
یک قاتل (اورت اسلون) برای کشتن یک شاهزاده کودک فرستاده می‌شود اما نمی‌تواند از پس این کار برآید. او تصمیم می گیرد کودک را  خودش تربیت و بزرگ کند که یک دزد (تونی کرتیس) می‌شود.

## بازیگران
- تونی کرتیس در نقش جولنا / حسین
- پایپر لوری در نقش تینا
- اورت اسلون در نقش یوسف
- جف کوری در نقش موکار
- بتی گارد در نقش میرزا
- ماروین میلر در نقش هاکار
- پگی کستل در نقش شاهدخت یاسمین
- دونالد راندولف در نقش مصطفی
- میلادا مادلاوا در نقش رقصنده
- هیدن رورک در نقش بصره
- کینگ داناوان